# ابراهیم شریف‌زاده
محمد ابراهیم شریف‌زاده (زادهٔ باخرز - درگذشتهٔ ۲۲ آبان ۱۳۹۵ در باخرز)، خواننده و آهنگساز پیش‌کسوت موسیقی مقامی خراسان بود.

## آثار و فعالیت هنری
همکاری وی با غلامحسین سمندری از دوتار نوازان شهیر باخرزی ۶۰ سال طول کشید، آلبوم موسیقی خون‌پاش و نغمه‌ریز حاصل این همکاری می‌باشد.
مستند (دلبر رعنا) با نگاه به شخصیت این استاد آواز محلی خراسان ساخته شد. محمدرضا درویشی، کارشناس موسیقی مدعی شده است که شورای عالی ارزشیابی هنرمندان کشور در حوزهٔ موسیقی که از زیرمجموعه‌های وزارت فرهنگ و ارشاد اسلامی جمهوری اسلامی ایران است، در زمستان ۱۳۹۴ خورشیدی به وی نشان درجه یک هنری اعطا کرده است اما پس از آگاهی از اینکه شغل وی مرده‌شوی بوده است، این موضوع طرح شد که نشان را پس بگیرند که درویشی به مخالفت برخاسته است. از دیگر آثار ماندگار او می توان به یک اذان که به سبک خاص خود خوانده است اشاره کرد

## درگذشت
وی ۲۲ آبان ۱۳۹۵ در حدود هشتاد سالگی درگذشت.

## درباره او
مستند "دلبر رعنا"به معرفی محمد ابراهیم شریف‌زاده اختصاص دارد و آن را مسلم کرمانی نوشته و کارگردانی کرده است.